# 2MASS J09393548−2448279
2MASS J09393548−2448279 (縮寫為 2MASS 0939−2448) 位於唧筒座的兩顆T型褐矮星雙星系統, 距離地球只有16.6光年，兩顆恆星的軌道距離為0.0928AU。

## 發現
2005年，2MASS 0939−2448 通過2微米全天巡天被確定為褐矮星。

## 特性
模型計算表明，2MASS 0939−2448 是一個由兩顆褐矮星組成的系統，有效溫度約為500和700K，質量約為木星質量的25和40；它也可能是一對相同的物體，溫度為600K，質量為30個木星。

## 已知最暗的褐矮星
從2005年發現到至少 2008 年，2MASS 0939−2448 或其較暗的部分是已知最暗的褐矮星。 後來透過廣域紅外線巡天探測衛星發現了較暗的天體，包括（亞）褐矮星和新光譜類Y的流氓行星。在 2011-2014 年，這些天體中已知最暗的是WISE 1828+2650，從 2014 年開始最暗的是WISE 0855−0714。